# ميا تودوروفيتش
ميا تودوروفيتش (22 يونيو 1990 - ) هي لاعبة كرة طائرة كرواتيا في مركز ليبرو ‏. لعبت مع ŽOK Rijeka ‏.

## وصلات خارجية
- ميا تودوروفيتش على موقع عالم الكرة الطائرة (الإنجليزية)